# Yang Liu
Yang Liu (chinês simplificado: 杨柳, pinyin: Yáng Liǔ; Chifeng, 20 de maio de 1992) é uma pugilista chinesa.

## Carreira
Yang ganha a medalha de prata dos meio-médios no Campeonato Mundial Feminino de Boxe Amador de 2019. Foi medalhista de ouro na categoria até 66kg feminino no Campeonato Mundial de Boxe Feminino de 2023 e nos Jogos Asiáticos de 2022.
Nos Jogos Olímpicos de Verão de 2024, em Paris, conquistou a medalha de prata na disputa de peso meio-médio (até 66 kg).